# Consejo Municipal de Nueva York
El New York City Council («Consejo Municipal de Nueva York») es el organismo legislativo de la ciudad de Nueva York. Se compone de 51 miembros que provienen de los 51 distritos municipales repartidos en los cinco boroughs:
- 16 miembros para Brooklyn.
- 14 miembros para Queens.
- 10 miembros para Manhattan.
- 8 miembros para el Bronx.
- 3 miembros para Staten Island.

El Council juega un papel de contrapeso frente a los poderes del alcalde, controlando el trabajo de los agentes municipales, determinando la utilización de los terrenos de la ciudad, y legislando sobre diferentes asuntos de la Big Apple. El Council tiene además la responsabilidad exclusiva de ratificar el presupuesto de la ciudad, y sus miembros no pueden ser elegidos por más de dos mandatos consecutivos. El consejo se compone además de diferentes comités que tienen la función de vigilancia sobre los diferentes órganos del poder de la ciudad de Nueva York.